# Llista de monuments del Pallars Jussà
Llista de monuments del Pallars Jussà inclosos en l'Inventari del Patrimoni Arquitectònic Català per la comarca del Pallars Jussà. Inclou els inscrits en el Registre de Béns Culturals d'Interès Nacional (BCIN) amb la classificació de monuments o conjunts històrics, els Béns Culturals d'Interès Local (BCIL) de caràcter immoble i la resta de béns arquitectònics integrants del patrimoni cultural català.

## Abella de la Conca
| Monument                                               | Protecció   | Estil/època               | Localització                                                                                | Coordenades                                          | Codi?         | Imatge |
| ------------------------------------------------------ | ----------- | ------------------------- | ------------------------------------------------------------------------------------------- | ---------------------------------------------------- | ------------- | --- |
| Castell d'Abella                                       | BCIN 250-MH | Romànic XI                | Abella de la Conca                                                                          | 42° 09′ 44″ N, 1° 05′ 36″ E / 42.162218°N,1.093224°E | RI-51-0006199 | Castell d'Abella (Abella de la Conca) · Vegeu més fotos d'aquest monument · Carregueu una nova foto d'aquest monument                              |
| Església de Sant Esteve d'Abella de la Conca           | BCIL 2003   | Romànic XI, XII           | Abella de la Conca C. de Dalt                                                               | 42° 09′ 41″ N, 1° 05′ 30″ E / 42.161484°N,1.091615°E | IPA-24903     | Església de Sant Esteve d'Abella de la Conca · Vegeu més fotos d'aquest monument · Carregueu una nova foto d'aquest monument                       |
| Església parroquial de Sant Vicenç de Bóixols          |             | Romànic, obra popular XII | Abella de la Conca Ctra. d'Isona a Coll de Nargó                                            | 42° 10′ 15″ N, 1° 09′ 47″ E / 42.170958°N,1.163038°E | IPA-24904     | Església parroquial de Sant Vicenç de Bóixols (Abella de la Conca) · Vegeu més fotos d'aquest monument · Carregueu una nova foto d'aquest monument |
| Portal d'Isona, o Portal medieval d'Abella de la Conca |             | Obra popular Medieval     | Abella de la Conca C. de Sota                                                               | 42° 09′ 39″ N, 1° 05′ 28″ E / 42.160964°N,1.091244°E | IPA-24905     | Portal d'Isona (Abella de la Conca) · Vegeu més fotos d'aquest monument · Carregueu una nova foto d'aquest monument                                |
| Pont del Plomall                                       |             | Obra popular XVI          | Abella de la Conca Sobre el riu Rialb, Bóixols                                              | 42° 09′ 52″ N, 1° 09′ 48″ E / 42.164527°N,1.163272°E | IPA-24906     | Pont del Plomall (Abella de la Conca) · Vegeu més fotos d'aquest monument · Carregueu una nova foto d'aquest monument                              |
| Sant Antoni de la Rua, o Santíssima Trinitat           |             | Romànic Medieval          | Abella de la Conca Al costat est del nucli de la Rua                                        | 42° 08′ 44″ N, 1° 09′ 31″ E / 42.145687°N,1.158544°E | IPA-40119     | Sant Antoni de la Rua (Abella de la Conca) · Vegeu més fotos d'aquest monument · Carregueu una nova foto d'aquest monument                         |
| Mas Palou                                              |             | Obra popular              | Abella de la Conca Al costat del riu Abella, al nord-est del poble                          | 42° 10′ 01″ N, 1° 05′ 52″ E / 42.166987°N,1.097908°E | IPA-40121     | Mas Palou (Abella de la Conca) · Vegeu més fotos d'aquest monument · Carregueu una nova foto d'aquest monument                                     |
| Forn del camí del Molí del Plomall                     |             | Obra popular XIX-XX       | Abella de la Conca Ctra. L-512 del Coll de Faidella a Bòixols, cruïlla del Molí del Plomall |                                                      | IPA-43834     | Carregueu una nova foto d'aquest monument |
| Búnquer d'Abella de la Conca II                        |             | Obra popular XX           | Abella de la Conca Paratge de la Tolla                                                      |                                                      | IPA-44892     | Carregueu una nova foto d'aquest monument |
| Búnquer d'Abella de la Conca I                         |             | Obra popular XX           | Abella de la Conca Paratge Clot de la Serra                                                 |                                                      | IPA-44894     | Carregueu una nova foto d'aquest monument |
| Búnquers de Cap del Pla                                |             | Obra popular XX           | Abella de la Conca Cap del Pla, prop de Ca l'Olivelles                                      | 42° 08′ 44″ N, 1° 05′ 23″ E / 42.14567°N,1.08974°E   | IPA-48993     | Búnquers de Cap del Pla (Abella de la Conca) · Vegeu més fotos d'aquest monument · Carregueu una nova foto d'aquest monument                       |

## Castell de Mur
| Monument                                            | Protecció   | Estil/època           | Localització                                              | Coordenades                                              | Codi?         | Imatge |
| --------------------------------------------------- | ----------- | --------------------- | --------------------------------------------------------- | -------------------------------------------------------- | ------------- | --- |
| Monestir de Santa Maria de Mur                      | BCIN 97-MH  | Romànic XI            | Castell de Mur                                            | 42° 06′ 15″ N, 0° 51′ 30″ E / 42.104181°N,0.858239°E     | RI-51-0000182 | Monestir de Santa Maria de Mur (Castell de Mur) · Vegeu més fotos d'aquest monument · Carregueu una nova foto d'aquest monument                  |
| Castell de Mur                                      | BCIN 320-MH | Romànic XI            | Castell de Mur                                            | 42° 06′ 18″ N, 0° 51′ 24″ E / 42.105001°N,0.85659°E      | RI-51-0006294 | Castell de Mur · Vegeu més fotos d'aquest monument · Carregueu una nova foto d'aquest monument                                                   |
| Castell de Guàrdia                                  | BCIN 647-MH | Romànic XI            | Castell de Mur                                            | 42° 06′ 04″ N, 0° 52′ 36″ E / 42.101168°N,0.876578°E     | RI-51-0006295 | Castell de Guàrdia (Castell de Mur) · Vegeu més fotos d'aquest monument · Carregueu una nova foto d'aquest monument                              |
| Església parroquial de Santa Llúcia de Mur          |             | Obra popular XIV      | Castell de Mur                                            | 42° 05′ 40″ N, 0° 51′ 33″ E / 42.094370°N,0.859074°E     | IPA-24908     | Església parroquial de Santa Llúcia (Castell de Mur) · Vegeu més fotos d'aquest monument · Carregueu una nova foto d'aquest monument             |
| Església parroquial de Sant Joan Baptista           |             | Obra popular XVII     | Castell de Mur Cellers                                    | 42° 04′ 03″ N, 0° 52′ 53″ E / 42.067469°N,0.881381°E     | IPA-24915     | Església parroquial de Sant Joan Baptista (Castell de Mur) · Vegeu més fotos d'aquest monument · Carregueu una nova foto d'aquest monument       |
| Casa pairal                                         |             | Obra popular XII      | Castell de Mur Cellers                                    | 42° 04′ 04″ N, 0° 52′ 53″ E / 42.067805°N,0.881397°E     | IPA-24917     | Carregueu una nova foto d'aquest monument |
| Casa Manel                                          |             | Obra popular XVII     | Castell de Mur Guàrdia de Noguera                         | 42° 10′ 15″ N, 1° 07′ 15″ E / 42.17095221°N,1.12094684°E | IPA-24916     | Carregueu una nova foto d'aquest monument |
| Casa Meca                                           |             | Obra popular XVI      | Castell de Mur Guàrdia de Noguera                         | 42° 05′ 27″ N, 0° 52′ 33″ E / 42.090842°N,0.875788°E     | IPA-24918     | Carregueu una nova foto d'aquest monument |
| Carrer Major                                        |             | Obra popular XV       | Castell de Mur Guàrdia de Noguera                         | 42° 05′ 31″ N, 0° 52′ 39″ E / 42.091897°N,0.877486°E     | IPA-24919     | Carrer Major (Castell de Mur) · Vegeu més fotos d'aquest monument · Carregueu una nova foto d'aquest monument                                    |
| Casa Roca                                           |             | Barroc                | Castell de Mur Carrer Major, 36, Guàrdia de Noguera       | 42° 05′ 30″ N, 0° 52′ 38″ E / 42.091734°N,0.877211°E     | IPA-24920     | Casa Roca (Castell de Mur) · Vegeu més fotos d'aquest monument · Carregueu una nova foto d'aquest monument                                       |
| Casa d'en Pere Miralles                             |             | Obra popular XV       | Castell de Mur Plaça de l'Església, 5, Guàrdia de Noguera | 42° 05′ 32″ N, 0° 52′ 38″ E / 42.092351°N,0.877347°E     | IPA-24921     | Carregueu una nova foto d'aquest monument |
| Carrer Nou                                          |             | Obra popular Medieval | Castell de Mur Carrer Nou, Guàrdia de Noguera             | 42° 05′ 31″ N, 0° 52′ 38″ E / 42.092070°N,0.877109°E     | IPA-24922     | Carrer Nou (Castell de Mur) · Vegeu més fotos d'aquest monument · Carregueu una nova foto d'aquest monument                                      |
| Casa Carrió                                         |             | Obra popular XVII     | Castell de Mur Passatge, Cellers                          |                                                          | IPA-24923     | Carregueu una nova foto d'aquest monument |
| Casa pairal II                                      |             | Obra popular XV       | Castell de Mur Carrer de Soldevila, 4, Guàrdia de Noguera | 42° 05′ 33″ N, 0° 52′ 38″ E / 42.092459°N,0.877324°E     | IPA-24924     | Carregueu una nova foto d'aquest monument |
| Casa Bonet                                          |             | Obra popular XVI      | Castell de Mur Carrer Nou, 3, Guàrdia de Noguera          | 42° 05′ 32″ N, 0° 52′ 37″ E / 42.092232°N,0.876998°E     | IPA-24925     | Carregueu una nova foto d'aquest monument |
| Església parroquial de la Mare de Déu del Remei     |             | Obra popular          | Castell de Mur Plaça de l'Església, Guàrdia de Noguera    | 42° 05′ 33″ N, 0° 52′ 40″ E / 42.092454°N,0.877668°E     | IPA-24926     | Església parroquial de la Mare de Déu del Remei (Castell de Mur) · Vegeu més fotos d'aquest monument · Carregueu una nova foto d'aquest monument |
| Capella de Sant Feliu de Guàrdia                    | BCIL 2007   | Romànic XI            | Castell de Mur Castell de Guàrdia                         | 42° 06′ 05″ N, 0° 52′ 30″ E / 42.101509°N,0.875129°E     | IPA-24927     | Capella de Sant Feliu (Castell de Mur) · Vegeu més fotos d'aquest monument · Carregueu una nova foto d'aquest monument                           |
| Torre de Ginebrell                                  | BCIL 2007   | XII                   | Castell de Mur Vilamolat de Mur                           | 42° 07′ 47″ N, 0° 49′ 42″ E / 42.129793°N,0.828248°E     | IPA-36305     | Torre de Ginebrell (Castell de Mur) · Vegeu més fotos d'aquest monument · Carregueu una nova foto d'aquest monument                              |
| Torre defensiva de la Casa forta de Miravet         | BCIL 2007   |                       | Castell de Mur Miravet                                    | 42° 06′ 31″ N, 0° 50′ 25″ E / 42.108529°N,0.840396°E     | IPA-36306     | Torre defensiva de la Casa forta de Miravet (Castell de Mur) · Vegeu més fotos d'aquest monument · Carregueu una nova foto d'aquest monument     |
| Capella i font de Sant Gregori                      | BCIL 2010   | Obra popular          | Castell de Mur                                            | 42° 07′ 50″ N, 0° 50′ 32″ E / 42.130583°N,0.842136°E     | IPA-40001     | Carregueu una nova foto d'aquest monument |
| Capella Mare de Déu del Rosari i forn de Casa Miret | BCIL 2009   | Obra popular          | Castell de Mur Casa Miret, Vilamolat                      | 42° 07′ 22″ N, 0° 50′ 24″ E / 42.122844°N,0.839911°E     | IPA-42053     | Carregueu una nova foto d'aquest monument |
| Castell del Meüll, Casa del Senyor                  |             | Medieval              | Castell de Mur                                            | 42° 07′ 08″ N, 0° 48′ 45″ E / 42.118975°N,0.812419°E     | IPA-42856     | Castell del Meüll (Castell de Mur) · Vegeu més fotos d'aquest monument · Carregueu una nova foto d'aquest monument                               |
| Forn de guix Vilamolat                              |             | Obra popular XIX-XX   | Castell de Mur Vilamolat                                  |                                                          | IPA-43836     | Carregueu una nova foto d'aquest monument |
| Molí d'oli Vilamolat                                |             | Obra popular XIX-XX   | Castell de Mur Vilamolat                                  |                                                          | IPA-43841     | Carregueu una nova foto d'aquest monument |
| Molí fariner de Vilamolat                           |             | Obra popular XX       | Castell de Mur Vilamolat                                  |                                                          | IPA-43842     | Carregueu una nova foto d'aquest monument |
| Fita de camí ramader                                |             | Obra popular          | Castell de Mur La Font Vella                              |                                                          | IPA-44952     | Carregueu una nova foto d'aquest monument |
| Forn de pa de Vilamolat                             |             | Obra popular          | Castell de Mur Vilamolat                                  | 42° 07′ 22″ N, 0° 50′ 24″ E / 42.12280°N,0.83994°E       | IPA-44953     | Carregueu una nova foto d'aquest monument |
| Molí d'oli de Cal Pinell                            |             | Obra popular XIX-XX   | Castell de Mur Cal Pinell, Santa Llúcia de Mur            | 42° 05′ 41″ N, 0° 51′ 30″ E / 42.09469°N,0.85827°E       | IPA-44956     | Carregueu una nova foto d'aquest monument |
| Trinxera de Sant Corneli                            |             | Obra popular XX       | Castell de Mur Sant Corneli                               |                                                          | IPA-44967     | Carregueu una nova foto d'aquest monument |

## Conca de Dalt
| Monument                                                                                               | Protecció    | Estil/època                | Localització                                             | Coordenades                                          | Codi?         | Imatge |
| --- | ------------ | -------------------------- | -------------------------------------------------------- | ---------------------------------------------------- | ------------- | --- |
| Castell d'Aramunt, o Torre del Moro                                                                    | BCIN 1188-MH | Romànic XI-XII             | Conca de Dalt                                            | 42° 12′ 05″ N, 0° 59′ 57″ E / 42.201338°N,0.999257°E | RI-51-0006421 | Castell d'Aramunt (Conca de Dalt) · Vegeu més fotos d'aquest monument · Carregueu una nova foto d'aquest monument                                          |
| Castell de Claverol                                                                                    | BCIN 1189-MH | Romànic XIV                | Conca de Dalt                                            | 42° 14′ 42″ N, 0° 59′ 13″ E / 42.245081°N,0.986994°E | RI-51-0006422 | Castell de Claverol (Conca de Dalt) · Vegeu més fotos d'aquest monument · Carregueu una nova foto d'aquest monument                                        |
| Torre de Perauba                                                                                       | BCIN 1190-MH | Romànic Medieval           | Conca de Dalt Hortoneda                                  | 42° 14′ 31″ N, 1° 05′ 26″ E / 42.242075°N,1.090492°E | RI-51-0006423 | Carregueu una nova foto d'aquest monument |
| Castell d'Hortoneda, Torre de Roca Santa o fortalesa                                                   | BCIN 1191-MH | Romànic Medieval           | Conca de Dalt Hortoneda                                  | 42° 14′ 48″ N, 1° 02′ 38″ E / 42.246587°N,1.043931°E | RI-51-0006424 | Torre de Roca Santa (Conca de Dalt) · Vegeu més fotos d'aquest monument · Carregueu una nova foto d'aquest monument                                        |
| Castell de Toralla                                                                                     | BCIN 1192-MH | Romànic                    | Conca de Dalt Toralla                                    | 42° 15′ 53″ N, 0° 55′ 24″ E / 42.26469°N,0.92346°E   | RI-51-0006425 | Castell de Toralla (Conca de Dalt) · Vegeu més fotos d'aquest monument · Carregueu una nova foto d'aquest monument                                         |
| Església parroquial de Santa Maria de Pessonada                                                        |              | Obra popular, barroc XVII  | Conca de Dalt Pessonada                                  | 42° 12′ 52″ N, 1° 01′ 13″ E / 42.214506°N,1.020311°E | IPA-24929     | Església parroquial de Santa Maria de Pessonada (Conca de Dalt) · Vegeu més fotos d'aquest monument · Carregueu una nova foto d'aquest monument            |
| Ermita de la Mare de Déu de la Plana                                                                   | BCIL 2011    | Romànic XII                | Conca de Dalt Pessonada                                  | 42° 13′ 10″ N, 1° 01′ 10″ E / 42.219369°N,1.019511°E | IPA-24930     | Ermita de la Mare de Déu de la Plana (Conca de Dalt) · Vegeu més fotos d'aquest monument · Carregueu una nova foto d'aquest monument                       |
| Església de la Nativitat de la Mare de Déu de Sossís, o església parroquial de Santa Brígida de Sossís | BCIL 2011    | Obra popular, barroc XVII  | Conca de Dalt Sossís                                     | 42° 15′ 11″ N, 0° 59′ 08″ E / 42.253083°N,0.985566°E | IPA-24932     | Església de la Nativitat de la Mare de Déu de Sossís (Conca de Dalt) · Vegeu més fotos d'aquest monument · Carregueu una nova foto d'aquest monument       |
| Carrer Major de Sossís                                                                                 |              | Obra popular XVII          | Conca de Dalt C. Major, Sossís                           | 42° 15′ 12″ N, 0° 59′ 08″ E / 42.253286°N,0.985587°E | IPA-24933     | Carrer Major de Sossís (Conca de Dalt) · Vegeu més fotos d'aquest monument · Carregueu una nova foto d'aquest monument                                     |
| Carrer Major de Sant Martí de Canals                                                                   |              | Obra popular XIV           | Conca de Dalt C. Major, Sant Martí de Canals             | 42° 13′ 32″ N, 0° 59′ 27″ E / 42.225445°N,0.990856°E | IPA-24934     | Carrer Major de Sant Martí de Canals (Conca de Dalt) · Vegeu més fotos d'aquest monument · Carregueu una nova foto d'aquest monument                       |
| Casa Pes                                                                                               |              | Obra popular, barroc XVII  | Conca de Dalt Sossís                                     |                                                      | IPA-24935     | Carregueu una nova foto d'aquest monument |
| Casa Roseta                                                                                            |              | Obra popular XVII          | Conca de Dalt C. Major, 16, Sossís                       | 42° 15′ 12″ N, 0° 59′ 09″ E / 42.253203°N,0.985720°E | IPA-24936     | Carregueu una nova foto d'aquest monument |
| Casa Pubill                                                                                            |              | Obra popular XVII          | Conca de Dalt C. Major, 1, Sossís                        | 42° 15′ 12″ N, 0° 59′ 08″ E / 42.253305°N,0.985608°E | IPA-24937     | Carregueu una nova foto d'aquest monument |
| Ruïnes de l'església parroquial de Sant Fructuós d'Aramunt                                             | BCIL 2007    | Romànic, gòtic XIII        | Conca de Dalt Aramunt                                    | 42° 12′ 02″ N, 0° 59′ 49″ E / 42.200420°N,0.997029°E | IPA-24939     | Ruïnes de l'església parroquial de Sant Fructuós d'Aramunt (Conca de Dalt) · Vegeu més fotos d'aquest monument · Carregueu una nova foto d'aquest monument |
| Església parroquial de Sant Martí de Canals                                                            |              | Romànic, obra popular XVII | Conca de Dalt C. Major, Sant Martí de Canals             | 42° 13′ 31″ N, 0° 59′ 27″ E / 42.225249°N,0.990944°E | IPA-24941     | Església parroquial de Sant Martí de Canals (Conca de Dalt) · Vegeu més fotos d'aquest monument · Carregueu una nova foto d'aquest monument                |
| Església parroquial de Sant Esteve d'Erinyà                                                            |              | Obra popular XVIII         | Conca de Dalt Pl. Església - pl. Gil - c. Portal, Erinyà | 42° 16′ 33″ N, 0° 55′ 39″ E / 42.275866°N,0.927582°E | IPA-24945     | Església parroquial de Sant Esteve d'Erinyà (Conca de Dalt) · Vegeu més fotos d'aquest monument · Carregueu una nova foto d'aquest monument                |
| Ermita de Santa Maria o Ermita de la Mare de Déu del Camp                                              |              | Romànic XI                 | Conca de Dalt Pista que surt de les Eres                 | 42° 12′ 11″ N, 1° 00′ 04″ E / 42.202989°N,1.001048°E | IPA-24947     | Ermita de Santa Maria (Conca de Dalt) · Vegeu més fotos d'aquest monument · Carregueu una nova foto d'aquest monument                                      |
| Església parroquial de Santa Maria d'Hortoneda                                                         | BCIL 2011    | Romànic XI                 | Conca de Dalt Ctra. Claverol-Hortoneda                   | 42° 14′ 42″ N, 1° 02′ 27″ E / 42.245041°N,1.040792°E | IPA-24950     | Església parroquial de Santa Maria d'Hortoneda (Conca de Dalt) · Vegeu més fotos d'aquest monument · Carregueu una nova foto d'aquest monument             |
| Església parroquial de Sant Cristòfol de Claverol                                                      |              | Obra popular XI, XVIII     | Conca de Dalt C. de l'Església, 27, Claverol             | 42° 14′ 42″ N, 0° 59′ 15″ E / 42.244943°N,0.987410°E | IPA-24951     | Església parroquial de Sant Cristòfol de Claverol (Conca de Dalt) · Vegeu més fotos d'aquest monument · Carregueu una nova foto d'aquest monument          |
| Pont del congost d'Erinyà                                                                              |              | Obra popular               | Conca de Dalt Congost d'Erinyà, Serradell                | 42° 17′ 27″ N, 0° 56′ 18″ E / 42.290930°N,0.938329°E | IPA-24953     | Carregueu una nova foto d'aquest monument |
| Ermita de Santa Cecília de Torallola                                                                   |              | Romànic XII                | Conca de Dalt Afores de Torallola                        | 42° 13′ 59″ N, 0° 56′ 50″ E / 42.233047°N,0.947313°E | IPA-25071     | Ermita de Santa Cecília (Conca de Dalt) · Vegeu més fotos d'aquest monument · Carregueu una nova foto d'aquest monument                                    |
| Molí de Rivert                                                                                         | BCIL 2007    | Obra popular               | Conca de Dalt Rivert                                     | 42° 14′ 57″ N, 0° 53′ 44″ E / 42.249119°N,0.895561°E | IPA-37163     | Molí de Rivert (Conca de Dalt) · Vegeu més fotos d'aquest monument · Carregueu una nova foto d'aquest monument                                             |
| Forn d'Aramunt-Lleres                                                                                  |              | Obra popular XIX-XX        | Conca de Dalt Aramunt - Lleres                           |                                                      | IPA-43830     | Carregueu una nova foto d'aquest monument |
| Forn d'Aramunt-Travet                                                                                  |              | Obra popular XIX-XX        | Conca de Dalt Travet - Petroli                           |                                                      | IPA-43831     | Carregueu una nova foto d'aquest monument |
| Forn d'Aramunt-Vilanoveta                                                                              |              | Obra popular XIX-XX        | Conca de Dalt Aramunt - Vilanoveta                       |                                                      | IPA-43832     | Carregueu una nova foto d'aquest monument |
| Búnquer de l'Alzina del Miqueló                                                                        |              | Obra popular XX            | Conca de Dalt Paratge Ortoneda                           |                                                      | IPA-44896     | Carregueu una nova foto d'aquest monument |
| Búnquer del Cap de Sant Corneli                                                                        |              | Obra popular XX            | Conca de Dalt Paratge Cap de Sant Corneli                |                                                      | IPA-44897     | Carregueu una nova foto d'aquest monument |
| Trinxera de Rocalta                                                                                    |              | Obra popular XX            | Conca de Dalt Paratge de Rocalta, Ortoneda               |                                                      | IPA-44898     | Carregueu una nova foto d'aquest monument |
| Cabana de munició Rocalta                                                                              |              | Obra popular XX            | Conca de Dalt Rocalta, serra de Pessonada                |                                                      | IPA-44964     | Carregueu una nova foto d'aquest monument |

## Gavet de la Conca
| Monument                                                     | Protecció   | Estil/època                                  | Localització                                                                            | Coordenades                                          | Codi?         | Imatge |
| ------------------------------------------------------------ | ----------- | -------------------------------------------- | --------------------------------------------------------------------------------------- | ---------------------------------------------------- | ------------- | --- |
| Castell de Sant Gervàs                                       | BCIN 886-MH | Romànic X-XIII                               | Gavet de la Conca Sant Miquel de la Vall                                                | 42° 04′ 19″ N, 0° 58′ 09″ E / 42.071925°N,0.969168°E | RI-51-0006333 | Castell de Sant Gervàs (Gavet de la Conca) · Vegeu més fotos d'aquest monument · Carregueu una nova foto d'aquest monument                                       |
| Castell de Montllor o Castell de l'Hostal Roi o Roig         | BCIN 887-MH | Romànic X-XI                                 | Gavet de la Conca L'Hostal Roig                                                         | 42° 02′ 19″ N, 0° 59′ 59″ E / 42.038625°N,0.999632°E | RI-51-0006334 | Castell de l'Hostal Roi (Gavet de la Conca) · Vegeu més fotos d'aquest monument · Carregueu una nova foto d'aquest monument                                      |
| Castell de Toló                                              | BCIN 888-MH | Romànic XI                                   | Gavet de la Conca Sant Salvador de Toló                                                 | 42° 03′ 28″ N, 1° 01′ 54″ E / 42.057849°N,1.031601°E | RI-51-0006335 | Castell de Toló (Gavet de la Conca) · Vegeu més fotos d'aquest monument · Carregueu una nova foto d'aquest monument                                              |
| Casa Comiols                                                 |             | Obra popular XVII                            | Gavet de la Conca Merea                                                                 |                                                      | IPA-24973     | Carregueu una nova foto d'aquest monument |
| Església parroquial de Sant Pere de Gavet                    |             | Obra popular XVIII                           | Gavet de la Conca Pl. de l'Església, Gavet                                              | 42° 07′ 24″ N, 0° 55′ 13″ E / 42.12345°N,0.92028°E   | IPA-24955     | Església parroquial de Sant Pere de Gavet (Gavet de la Conca) · Vegeu més fotos d'aquest monument · Carregueu una nova foto d'aquest monument                    |
| L'Hostal Roig, o Hostal Roi                                  |             | Obra popular                                 | Gavet de la Conca Camí de Tremp a Vilanova de Meià                                      | 42° 02′ 23″ N, 1° 00′ 05″ E / 42.03969°N,1.00144°E   | IPA-24956     | Hostal Roig (Gavet de la Conca) · Vegeu més fotos d'aquest monument · Carregueu una nova foto d'aquest monument                                                  |
| Església parroquial de Sant Serni                            |             | Obra popular                                 | Gavet de la Conca C. Major, Sant Serni                                                  | 42° 06′ 20″ N, 0° 55′ 17″ E / 42.10546°N,0.92146°E   | IPA-24958     | Carregueu una nova foto d'aquest monument |
| Font del Vall                                                |             | Obra popular XX Inici                        | Gavet de la Conca Carrer del Vall, Sant Salvador de Toló                                | 42° 04′ 51″ N, 1° 01′ 51″ E / 42.08097°N,1.03077°E   | IPA-24961     | Carregueu una nova foto d'aquest monument |
| Font de la Plaça                                             |             | Obra popular                                 | Gavet de la Conca Plaça Major, Sant Salvador de Toló                                    | 42° 04′ 51″ N, 1° 01′ 54″ E / 42.0807°N,1.03159°E    | IPA-24962     | Carregueu una nova foto d'aquest monument |
| Casa pairal, portal de Mitjavila                             |             | Obra popular XV                              | Gavet de la Conca Plaça Major, Sant Salvador de Toló                                    | 42° 04′ 51″ N, 1° 01′ 54″ E / 42.08082°N,1.03157°E   | IPA-24963     | Casa pairal, portal de Mitjavila (Gavet de la Conca) · Vegeu més fotos d'aquest monument · Carregueu una nova foto d'aquest monument                             |
| Casa Martió                                                  |             | Obra popular XVII                            | Gavet de la Conca Carrer Nou, 2, Sant Salvador de Toló                                  | 42° 04′ 51″ N, 1° 01′ 55″ E / 42.08091°N,1.0319°E    | IPA-24964     | Carregueu una nova foto d'aquest monument |
| La Rectoria                                                  |             | Obra popular XVI                             | Gavet de la Conca Carrer Nou, 2, Sant Salvador de Toló                                  | 42° 04′ 53″ N, 1° 01′ 52″ E / 42.08135°N,1.03116°E   | IPA-24965     | Carregueu una nova foto d'aquest monument |
| Església parroquial de Sant Salvador de Toló                 |             | Obra popular XVI                             | Gavet de la Conca Plaça de Mitjavila, 16, Sant Salvador de Toló                         | 42° 04′ 53″ N, 1° 01′ 53″ E / 42.08138°N,1.03128°E   | IPA-24966     | Església parroquial de Sant Salvador de Toló (Gavet de la Conca) · Vegeu més fotos d'aquest monument · Carregueu una nova foto d'aquest monument                 |
| La Ferreria, o Casa Elies                                    |             | Obra popular XIX Mitjan                      | Gavet de la Conca C. Tremp, 5 km abans de Sant Salvador                                 | 42° 04′ 09″ N, 0° 59′ 32″ E / 42.0691°N,0.99215°E    | IPA-24967     | Carregueu una nova foto d'aquest monument |
| Església parroquial de Sant Cristófol de la Vall             |             | Obra popular XIX                             | Gavet de la Conca Pl. del Poble, Sant Cristòfol de la Vall                              | 42° 04′ 07″ N, 0° 56′ 32″ E / 42.06867°N,0.94215°E   | IPA-24969     | Carregueu una nova foto d'aquest monument |
| Masia Bonrepòs                                               |             | Obra popular, romànic XII-XIII, XVII-XIX, XX | Gavet de la Conca Camí que surt de la ctra. de Sant Salvador de Toló, Serra de Bonrepòs | 42° 02′ 19″ N, 1° 03′ 08″ E / 42.03868°N,1.05209°E   | IPA-24970     | Masia Bonrepòs (Gavet de la Conca) · Vegeu més fotos d'aquest monument · Carregueu una nova foto d'aquest monument                                               |
| Església de Sant Pere d'Aransís                              |             | Romànic XI                                   | Gavet de la Conca Aransís                                                               | 42° 05′ 09″ N, 0° 57′ 19″ E / 42.085772°N,0.955221°E | IPA-24971     | Església de Sant Pere d'Aransís (Gavet de la Conca) · Vegeu més fotos d'aquest monument · Carregueu una nova foto d'aquest monument                              |
| Capella de Sant Jaume de Merea                               |             | Obra popular XVII                            | Gavet de la Conca Merea                                                                 | 42° 03′ 18″ N, 1° 03′ 51″ E / 42.05493°N,1.06426°E   | IPA-24974     | Capella de Sant Jaume de Merea (Gavet de la Conca) · Vegeu més fotos d'aquest monument · Carregueu una nova foto d'aquest monument                               |
| Església parroquial de Sant Miquel de Sant Miquel de la Vall |             | Obra popular XI, XVII                        | Gavet de la Conca A 100 m damunt del poble de Sant Miquel de la Vall                    | 42° 04′ 11″ N, 0° 57′ 47″ E / 42.06978°N,0.96301°E   | IPA-24975     | Església parroquial de Sant Miquel de Sant Miquel de la Vall (Gavet de la Conca) · Vegeu més fotos d'aquest monument · Carregueu una nova foto d'aquest monument |
| Capella de Sant Gervàs, o Capella de Sant Gervasi i Protasi  |             | Romànic, gòtic XII-XIII, XIV-XV              | Gavet de la Conca A 2 km de pista des de la vall                                        | 42° 04′ 15″ N, 0° 58′ 14″ E / 42.07083°N,0.97057°E   | IPA-24976     | Capella de Sant Gervàs (Gavet de la Conca) · Vegeu més fotos d'aquest monument · Carregueu una nova foto d'aquest monument                                       |
| Capella de Sant Roc de Mata-solana                           |             | Obra popular                                 | Gavet de la Conca Mata-solana                                                           | 42° 02′ 57″ N, 0° 59′ 35″ E / 42.04924°N,0.99313°E   | IPA-24978     | Capella de Sant Roc (Gavet de la Conca) · Vegeu més fotos d'aquest monument · Carregueu una nova foto d'aquest monument                                          |
| Sant Fruitós d'Aransís                                       |             | Romànic XI, XIX                              | Gavet de la Conca Aransís                                                               | 42° 05′ 20″ N, 0° 56′ 59″ E / 42.08884°N,0.94986°E   | IPA-36567     | Sant Fruitós d'Aransís (Gavet de la Conca) · Vegeu més fotos d'aquest monument · Carregueu una nova foto d'aquest monument                                       |
| Molí del Canonge, Lo Canonge                                 |             | Obra popular XIX-XX                          | Gavet de la Conca                                                                       | 42° 07′ 00″ N, 0° 57′ 40″ E / 42.116529°N,0.961169°E | IPA-43838     | Carregueu una nova foto d'aquest monument |
| Trinxeres i búnquer de les Feixes de la Rossella             |             | Obra popular XX                              | Gavet de la Conca Feixes de la Rossella, serra Campaneta                                |                                                      | IPA-44969     | Carregueu una nova foto d'aquest monument |
| Teuleria de Sant Miquel de la Vall                           |             | Obra popular                                 | Gavet de la Conca Ctra. LV-9121                                                         |                                                      | IPA-46041     | Carregueu una nova foto d'aquest monument |

## Isona i Conca Dellà
Vegeu la llista de monuments d'Isona i Conca Dellà

## Llimiana
| Monument                                                     | Protecció   | Estil/època                      | Localització                                 | Coordenades                                          | Codi?         | Imatge |
| ------------------------------------------------------------ | ----------- | -------------------------------- | -------------------------------------------- | ---------------------------------------------------- | ------------- | --- |
| Recinte fortificat de la vila de Llimiana                    | BCIN 990-MH | Obra popular Medieval            | Llimiana                                     | 42° 04′ 34″ N, 0° 54′ 58″ E / 42.076114°N,0.916197°E | RI-51-0006384 | Recinte fortificat de la vila de Llimiana · Vegeu més fotos d'aquest monument · Carregueu una nova foto d'aquest monument      |
| Església de Santa Maria de Llimiana, Mare de Déu de Llimiana | BCIL 2012   | Romànic, gòtic XI, XIV           | Llimiana Plaça Major - carrer del Castell, 2 | 42° 04′ 30″ N, 0° 54′ 58″ E / 42.075137°N,0.916221°E | IPA-25038     | Església de Santa Maria de Llimiana · Vegeu més fotos d'aquest monument · Carregueu una nova foto d'aquest monument            |
| Centre Parroquial                                            |             | Historicisme, barroc XIX         | Llimiana Carrer Major                        | 42° 04′ 29″ N, 0° 54′ 57″ E / 42.074810°N,0.915857°E | IPA-25039     | Carregueu una nova foto d'aquest monument                                                                                      |
| Casa de Serra                                                |             | Obra popular XVII                | Llimiana Plaça Major, 3                      | 42° 04′ 30″ N, 0° 54′ 57″ E / 42.075000°N,0.915893°E | IPA-25040     | Casa de Serra (Llimiana) · Vegeu més fotos d'aquest monument · Carregueu una nova foto d'aquest monument                       |
| Casa pairal al carrer Major, 5                               |             | Historicisme XVIII Final, XIX    | Llimiana Plaça Major, 5                      | 42° 04′ 29″ N, 0° 54′ 58″ E / 42.074732°N,0.915992°E | IPA-25041     | Casa pairal al carrer Major, 5 (Llimiana) · Vegeu més fotos d'aquest monument · Carregueu una nova foto d'aquest monument      |
| Casa de l'Abat                                               |             | Obra popular, barroc XVIII Final | Llimiana                                     | 42° 04′ 31″ N, 0° 54′ 57″ E / 42.075226°N,0.915946°E | IPA-25042     | Casa de l'Abat (Llimiana) · Vegeu més fotos d'aquest monument · Carregueu una nova foto d'aquest monument                      |
| Escoles antigues                                             |             | Obra popular XVIII Final         | Llimiana Carrer del Castell, 6               | 42° 04′ 32″ N, 0° 54′ 59″ E / 42.075462°N,0.916276°E | IPA-25043     | Escoles antigues (Llimiana) · Vegeu més fotos d'aquest monument · Carregueu una nova foto d'aquest monument                    |
| Passadís i arcs gòtics                                       |             | Obra popular Medieval            | Llimiana Carrer Major                        | 42° 04′ 27″ N, 0° 54′ 57″ E / 42.074212°N,0.915900°E | IPA-25044     | Passadís i arcs gòtics (Llimiana) · Vegeu més fotos d'aquest monument · Carregueu una nova foto d'aquest monument              |
| Ruïnes de l'església de Sant Andreu                          |             | Romànic XII                      | Llimiana                                     | 42° 04′ 14″ N, 0° 55′ 24″ E / 42.070565°N,0.923375°E | IPA-25045     | Ruïnes de l'església de Sant Andreu (Llimiana) · Vegeu més fotos d'aquest monument · Carregueu una nova foto d'aquest monument |

## La Pobla de Segur
| Monument                                                            | Protecció    | Estil/època                       | Localització                                                     | Coordenades                                          | Codi?         | Imatge |
| ------------------------------------------------------------------- | ------------ | --------------------------------- | ---------------------------------------------------------------- | ---------------------------------------------------- | ------------- | --- |
| Recinte fortificat de la Pobla de Segur                             | BCIN 1280-MH | Obra popular XV-XVI               | La Pobla de Segur                                                | 42° 14′ 54″ N, 0° 58′ 07″ E / 42.248296°N,0.968595°E | RI-51-0006439 | Recinte fortificat (la Pobla de Segur) · Vegeu més fotos d'aquest monument · Carregueu una nova foto d'aquest monument                                 |
| Casa Mauri, Residència Boixareu o conjunt de l'Asserradora Boixareu | BCIL 2000    | Modernisme, noucentisme XIX Final | La Pobla de Segur C. de Mossèn Cinto Verdaguer, 39               | 42° 15′ 00″ N, 0° 58′ 09″ E / 42.249958°N,0.969046°E | IPA-19830     | Casa Mauri (la Pobla de Segur) · Vegeu més fotos d'aquest monument · Carregueu una nova foto d'aquest monument                                         |
| Església parroquial de la Mare de Déu de la Ribera                  |              | Barroc XVIII Mitjan               | La Pobla de Segur Av. de Sant Miquel del Pui, 10                 | 42° 14′ 51″ N, 0° 58′ 05″ E / 42.247604°N,0.968014°E | IPA-25049     | Església parroquial de la Mare de Déu de la Ribera (la Pobla de Segur) · Vegeu més fotos d'aquest monument · Carregueu una nova foto d'aquest monument |
| Habitatge a l'avinguda de Sant Miquel del Pui, 49                   |              | Obra popular XX Mitjan            | La Pobla de Segur Avinguda de Sant Miquel del Pui, 49            | 42° 14′ 54″ N, 0° 58′ 00″ E / 42.248216°N,0.966635°E | IPA-25050     | Carregueu una nova foto d'aquest monument |
| Casa Solduga                                                        |              | Obra popular XIX Mitjan           | La Pobla de Segur C. del Raval, 6                                | 42° 14′ 49″ N, 0° 58′ 08″ E / 42.247022°N,0.968867°E | IPA-25051     | Carregueu una nova foto d'aquest monument |
| Casa Orteu                                                          |              | Obra popular, barroc Medieval     | La Pobla de Segur Carrer de Llorenç i Torres, 2                  | 42° 14′ 50″ N, 0° 58′ 05″ E / 42.247111°N,0.968061°E | IPA-25052     | Carregueu una nova foto d'aquest monument |
| Comú de Particulars                                                 |              | Racionalisme XX Mitjan            | La Pobla de Segur Carrer de la Font, 17                          | 42° 14′ 48″ N, 0° 58′ 05″ E / 42.246547°N,0.968142°E | IPA-25053     | Comú de Particulars (la Pobla de Segur) · Vegeu més fotos d'aquest monument · Carregueu una nova foto d'aquest monument                                |
| Fonda Cortina                                                       |              | Obra popular XX Mitjan            | La Pobla de Segur Carrer de Mossen Cinto Verdaguer, 5            | 42° 14′ 53″ N, 0° 58′ 04″ E / 42.248045°N,0.967648°E | IPA-25054     | Fonda Cortina (la Pobla de Segur) · Vegeu més fotos d'aquest monument · Carregueu una nova foto d'aquest monument                                      |
| Cine Núria                                                          |              | Obra popular XX Mitjan            | La Pobla de Segur C. de Pau Claris, 2                            | 42° 14′ 51″ N, 0° 58′ 05″ E / 42.247501°N,0.968152°E | IPA-25056     | Carregueu una nova foto d'aquest monument |
| Fàbrica de licors                                                   |              | Modernisme                        | La Pobla de Segur Carrer de Mossèn Cinto Verdaguer, 25           | 42° 14′ 55″ N, 0° 58′ 06″ E / 42.248632°N,0.968224°E | IPA-25057     | Fàbrica de licors (la Pobla de Segur) · Vegeu més fotos d'aquest monument · Carregueu una nova foto d'aquest monument                                  |
| Asserradora Boixareu                                                |              | Modernisme, noucentisme XIX Final | La Pobla de Segur C. de Mossèn Cinto Verdaguer                   | 42° 14′ 58″ N, 0° 58′ 08″ E / 42.24935°N,0.96887°E   | IPA-25058     | Carregueu una nova foto d'aquest monument |
| Casa Motes                                                          |              | Obra popular XVII                 | La Pobla de Segur Carrer Major, 3                                | 42° 14′ 52″ N, 0° 58′ 08″ E / 42.247872°N,0.968885°E | IPA-25061     | Carregueu una nova foto d'aquest monument |
| Casa Fuertes                                                        |              | Obra popular, barroc XVIII Inici  | La Pobla de Segur Carrer Major, 5                                | 42° 14′ 53″ N, 0° 58′ 08″ E / 42.247944°N,0.968804°E | IPA-25062     | Carregueu una nova foto d'aquest monument |
| Casa Cooperativa                                                    |              | Obra popular XVII                 | La Pobla de Segur Carrer Major, 7                                | 42° 14′ 53″ N, 0° 58′ 07″ E / 42.248001°N,0.968707°E | IPA-25063     | Carregueu una nova foto d'aquest monument |
| Església de Sant Cristòfol de Puimanyons                            |              | Romànic XI                        | La Pobla de Segur Puimanyons                                     | 42° 14′ 27″ N, 0° 57′ 36″ E / 42.240808°N,0.959870°E | IPA-25065     | Església de Sant Cristòfol (la Pobla de Segur) · Vegeu més fotos d'aquest monument · Carregueu una nova foto d'aquest monument                         |
| Casa Batlle de Sant Joan                                            |              | Obra popular XVII, XX             | La Pobla de Segur Sant Joan de Vinyafrescal                      | 42° 13′ 42″ N, 0° 57′ 35″ E / 42.22830°N,0.95974°E   | IPA-25066     | Carregueu una nova foto d'aquest monument |
| Volta                                                               |              | Obra popular                      | La Pobla de Segur Sant Joan de Vinyafrescal                      | 42° 13′ 44″ N, 0° 57′ 36″ E / 42.228777°N,0.960131°E | IPA-25068     | Volta (la Pobla de Segur) · Vegeu més fotos d'aquest monument · Carregueu una nova foto d'aquest monument                                              |
| Església parroquial de Sant Joan de Vinyafrescal                    |              | Obra popular                      | La Pobla de Segur Plaça de l'Església, Sant Joan de Vinyafrescal | 42° 13′ 43″ N, 0° 57′ 36″ E / 42.228560°N,0.959865°E | IPA-25069     | Església parroquial de Sant Joan de Vinyafrescal (la Pobla de Segur) · Vegeu més fotos d'aquest monument · Carregueu una nova foto d'aquest monument   |
| Ermita de Sant Miquel del Pui                                       |              | Romànic IX                        | La Pobla de Segur Carretera de la Pobla a Perves                 | 42° 15′ 55″ N, 0° 57′ 17″ E / 42.265345°N,0.954617°E | IPA-25070     | Ermita de Sant Miquel del Pui Vell (la Pobla de Segur) · Vegeu més fotos d'aquest monument · Carregueu una nova foto d'aquest monument                 |
| Pont a la Pobla de Segur                                            |              | Obra popular                      | La Pobla de Segur                                                |                                                      | IPA-25072     | Carregueu una nova foto d'aquest monument |
| Monestir de Sant Pere de les Maleses                                |              | Romànic IX, X                     | La Pobla de Segur Barranc de Sant Pere                           | 42° 16′ 54″ N, 1° 01′ 32″ E / 42.281557°N,1.025652°E | IPA-25377     | Monestir de Sant Pere de les Maleses (la Pobla de Segur) · Vegeu més fotos d'aquest monument · Carregueu una nova foto d'aquest monument               |
| Casa pairal a Puimanyons                                            |              | Obra popular Medieval             | La Pobla de Segur Puimanyons                                     | 42° 14′ 28″ N, 0° 57′ 36″ E / 42.241044°N,0.959996°E | IPA-37743     | Carregueu una nova foto d'aquest monument |
| Pont de la Font de l'Ús                                             |              | Obra popular                      | La Pobla de Segur Font de l'Ús, Gramuntill                       |                                                      | IPA-44971     | Carregueu una nova foto d'aquest monument |

## Salàs de Pallars
| Monument                                                        | Protecció    | Estil/època                | Localització                                    | Coordenades                                          | Codi?         | Imatge |
| --------------------------------------------------------------- | ------------ | -------------------------- | ----------------------------------------------- | ---------------------------------------------------- | ------------- | --- |
| Vila fortificada de Salàs de Pallars                            | BCIN 1383-MH | Obra popular XIII-XIV      | Salàs de Pallars                                | 42° 12′ 43″ N, 0° 55′ 57″ E / 42.211942°N,0.932382°E | RI-51-0006464 | Vila fortificada de Salàs (Salàs de Pallars) · Vegeu més fotos d'aquest monument · Carregueu una nova foto d'aquest monument                      |
| La Torre del Xut, o Torre de Lledós                             | BCIN 1384-MH | Obra popular Medieval      | Salàs de Pallars                                | 42° 12′ 28″ N, 0° 56′ 17″ E / 42.20768°N,0.938045°E  | RI-51-0006465 | La Torre del Xut (Salàs de Pallars) · Vegeu més fotos d'aquest monument · Carregueu una nova foto d'aquest monument                               |
| Església de Santa Bàrbara de Sensui, o de Santa Maria de Sensui | BCIL 2000    | Romànic XI                 | Salàs de Pallars Sensui                         | 42° 14′ 04″ N, 0° 55′ 35″ E / 42.234444°N,0.926297°E | IPA-17824     | Església de Santa Bàrbara de Sensui (Salàs de Pallars) · Vegeu més fotos d'aquest monument · Carregueu una nova foto d'aquest monument            |
| Estació de Renfe, edificis annexos i traçat ferroviari          | BCIL 2001    | Obra popular XX Mitjan     | Salàs de Pallars                                | 42° 12′ 37″ N, 0° 56′ 56″ E / 42.210165°N,0.948873°E | IPA-21220     | Estació de Renfe (Salàs de Pallars) · Vegeu més fotos d'aquest monument · Carregueu una nova foto d'aquest monument                               |
| Casa l'Amorós                                                   |              | Gòtic, obra popular XVII   | Salàs de Pallars                                | 42° 12′ 48″ N, 0° 55′ 49″ E / 42.213472°N,0.930382°E | IPA-25079     | Casa l'Amorós (Salàs de Pallars) · Vegeu més fotos d'aquest monument · Carregueu una nova foto d'aquest monument                                  |
| Església parroquial de la Mare de Déu del Coll                  |              | Romànic, gòtic XII, XVII   | Salàs de Pallars C. Sant Ciprià, 23             | 42° 12′ 44″ N, 0° 55′ 55″ E / 42.212086°N,0.931953°E | IPA-25080     | Església parroquial de la Mare de Déu del Coll (Salàs de Pallars) · Vegeu més fotos d'aquest monument · Carregueu una nova foto d'aquest monument |
| Casa Ramonet                                                    |              | Obra popular XVI           | Salàs de Pallars C. del Forn Vell, 9            | 42° 12′ 49″ N, 0° 55′ 48″ E / 42.213726°N,0.930034°E | IPA-25082     | Casa Ramonet (Salàs de Pallars) · Vegeu més fotos d'aquest monument · Carregueu una nova foto d'aquest monument                                   |
| Casa pairal Vesiana                                             |              | Gòtic, obra popular XV     | Salàs de Pallars C. de Sant Cebrià de Baix, 9   | 42° 12′ 45″ N, 0° 55′ 55″ E / 42.212483°N,0.932001°E | IPA-25083     | Casa pairal Vesiana (Salàs de Pallars) · Vegeu més fotos d'aquest monument · Carregueu una nova foto d'aquest monument                            |
| Casa pairal Raieta                                              |              | Gòtic, obra popular XV     | Salàs de Pallars C. de Sant Cebrià de Baix, 7   | 42° 12′ 45″ N, 0° 55′ 55″ E / 42.212448°N,0.931821°E | IPA-25084     | Casa pairal Raieta (Salàs de Pallars) · Vegeu més fotos d'aquest monument · Carregueu una nova foto d'aquest monument                             |
| Casa pairal al carrer de Sant Pere, 6                           |              | Obra popular XIV           | Salàs de Pallars C. de Sant Pere, 6             | 42° 12′ 47″ N, 0° 55′ 53″ E / 42.212956°N,0.931283°E | IPA-25085     | Casa pairal al carrer de Sant Pere, 6 (Salàs de Pallars) · Vegeu més fotos d'aquest monument · Carregueu una nova foto d'aquest monument          |
| Casa pairal al carrer de Sant Pere, 8                           |              | Gòtic, obra popular XV     | Salàs de Pallars C. de Sant Pere, 8             | 42° 12′ 47″ N, 0° 55′ 53″ E / 42.212956°N,0.931283°E | IPA-25086     | Casa pairal al carrer de Sant Pere, 8 (Salàs de Pallars) · Vegeu més fotos d'aquest monument · Carregueu una nova foto d'aquest monument          |
| Carrer de Sant Pere                                             |              | Obra popular XV            | Salàs de Pallars C. de Sant Pere                | 42° 12′ 47″ N, 0° 55′ 52″ E / 42.213100°N,0.931018°E | IPA-25087     | Carrer de Sant Pere (Salàs de Pallars) · Vegeu més fotos d'aquest monument · Carregueu una nova foto d'aquest monument                            |
| Plaça del Mercat                                                |              | Obra popular XV            | Salàs de Pallars Pl. del Mercat                 | 42° 12′ 46″ N, 0° 55′ 53″ E / 42.212767°N,0.931501°E | IPA-25088     | Plaça del Mercat (Salàs de Pallars) · Vegeu més fotos d'aquest monument · Carregueu una nova foto d'aquest monument                               |
| Carrer del Bon Jesús                                            |              | Obra popular X, XVII       | Salàs de Pallars C. del Bon Jesús               | 42° 12′ 44″ N, 0° 55′ 57″ E / 42.212342°N,0.932430°E | IPA-25089     | Carrer del Bon Jesús (Salàs de Pallars) · Vegeu més fotos d'aquest monument · Carregueu una nova foto d'aquest monument                           |
| Carrer de Sant Cebrià Alt                                       |              | Obra popular XV            | Salàs de Pallars C. de Sant Cebrià Alt          | 42° 12′ 46″ N, 0° 55′ 52″ E / 42.212817°N,0.931045°E | IPA-25090     | Carrer de Sant Cebrià Alt (Salàs de Pallars) · Vegeu més fotos d'aquest monument · Carregueu una nova foto d'aquest monument                      |
| Cementiri de Sant Pere Vell                                     |              | Obra popular XIX Final     | Salàs de Pallars                                | 42° 12′ 48″ N, 0° 56′ 16″ E / 42.213224°N,0.937889°E | IPA-25091     | Cementiri de Sant Pere Vell (Salàs de Pallars) · Vegeu més fotos d'aquest monument · Carregueu una nova foto d'aquest monument                    |
| Església vella de Sant Pere de Salàs                            |              | Romànic XIII               | Salàs de Pallars Carretera de la Pobla de Segur | 42° 12′ 48″ N, 0° 56′ 18″ E / 42.213343°N,0.938236°E | IPA-25092     | Església vella de Sant Pere de Salàs de Pallars · Vegeu més fotos d'aquest monument · Carregueu una nova foto d'aquest monument                   |
| Cafè-Cinema Degà                                                | BCIL 2007    | Obra popular               | Salàs de Pallars Raval de la Carretera, 30      | 42° 12′ 45″ N, 0° 55′ 57″ E / 42.212414°N,0.932421°E | IPA-27575     | Cafè-Cinema Degà (Salàs de Pallars) · Vegeu més fotos d'aquest monument · Carregueu una nova foto d'aquest monument                               |
| Restes de l'antic Molí d'Oli                                    |              | Obra popular XVIII         | Salàs de Pallars Capdevila                      | 42° 12′ 50″ N, 0° 55′ 45″ E / 42.213839°N,0.929062°E | IPA-36758     | Carregueu una nova foto d'aquest monument |
| Font i abeurador del Cup                                        |              | Obra popular Medieval, XIX | Salàs de Pallars Capdevila                      | 42° 12′ 50″ N, 0° 55′ 46″ E / 42.213894°N,0.929320°E | IPA-36759     | Font i abeurador del Cup (Salàs de Pallars) · Vegeu més fotos d'aquest monument · Carregueu una nova foto d'aquest monument                       |
| Font i abeurador del Vall                                       |              | Obra popular XVIII         | Salàs de Pallars C. del Vall                    | 42° 12′ 48″ N, 0° 55′ 54″ E / 42.213231°N,0.931759°E | IPA-36760     | Font i abeurador del Vall (Salàs de Pallars) · Vegeu més fotos d'aquest monument · Carregueu una nova foto d'aquest monument                      |
| Carrer de les Eres                                              |              | Obra popular XIX           | Salàs de Pallars Carrer de les Eres             | 42° 12′ 50″ N, 0° 55′ 55″ E / 42.213841°N,0.931994°E | IPA-36761     | Carrer de les Eres (Salàs de Pallars) · Vegeu més fotos d'aquest monument · Carregueu una nova foto d'aquest monument                             |
| Teuleria de Piolet                                              |              | Obra popular XIX-XX        | Salàs de Pallars Piolet                         | 42° 12′ 16″ N, 0° 56′ 17″ E / 42.20449°N,0.93816°E   | IPA-43845     | Carregueu una nova foto d'aquest monument |

## Sant Esteve de la Sarga
| Monument                                             | Protecció    | Estil/època            | Localització                                                                | Coordenades                                          | Codi?         | Imatge |
| ---------------------------------------------------- | ------------ | ---------------------- | --------------------------------------------------------------------------- | ---------------------------------------------------- | ------------- | --- |
| La Torre d'Alsamora                                  | BCIN 1447-MH | Romànic XI             | Sant Esteve de la Sarga Alsamora                                            | 42° 04′ 53″ N, 0° 43′ 41″ E / 42.081505°N,0.727926°E | RI-51-0006467 | La Torre d'Alsamora (Sant Esteve de la Sarga) · Vegeu més fotos d'aquest monument · Carregueu una nova foto d'aquest monument                   |
| La Torre d'Estorm, o Torre Mora                      | BCIN 1448-MH | Romànic XI             | Sant Esteve de la Sarga Estorm                                              | 42° 05′ 11″ N, 0° 50′ 28″ E / 42.086513°N,0.841078°E | RI-51-0006468 | La Torre d'Estorm (Sant Esteve de la Sarga) · Vegeu més fotos d'aquest monument · Carregueu una nova foto d'aquest monument                     |
| Vila closa de Moror                                  | BCIN 1449-MH | Romànic XI             | Sant Esteve de la Sarga                                                     | 42° 04′ 44″ N, 0° 50′ 07″ E / 42.078994°N,0.835182°E | RI-51-0006469 | Vila closa de Moror (Sant Esteve de la Sarga) · Vegeu més fotos d'aquest monument · Carregueu una nova foto d'aquest monument                   |
| Església de Sant Miquel de Moror                     | BCIL 2000    | Romànic XII            | Sant Esteve de la Sarga Pl. del Raval, Moror                                | 42° 04′ 44″ N, 0° 50′ 05″ E / 42.078988°N,0.834824°E | IPA-17826     | Església de Sant Miquel de Moror (Sant Esteve de la Sarga) · Vegeu més fotos d'aquest monument · Carregueu una nova foto d'aquest monument      |
| Ermita de la Mare de Déu de Fabregada                |              | Romànic XI             | Sant Esteve de la Sarga Alsamora                                            | 42° 04′ 39″ N, 0° 44′ 54″ E / 42.077396°N,0.748367°E | IPA-25073     | Ermita de la Mare de Déu de Fabregada (Sant Esteve de la Sarga) · Vegeu més fotos d'aquest monument · Carregueu una nova foto d'aquest monument |
| Església de Sant Esteve de la Sarga                  |              | Obra popular XVIII     | Sant Esteve de la Sarga C. Major, Alsamora                                  | 42° 04′ 44″ N, 0° 45′ 52″ E / 42.078934°N,0.764347°E | IPA-25074     | Església de Sant Esteve (Sant Esteve de la Sarga) · Vegeu més fotos d'aquest monument · Carregueu una nova foto d'aquest monument               |
| Capella de Sant Salvador de la Serra                 |              | Romànic XII            | Sant Esteve de la Sarga Estorm                                              | 42° 05′ 44″ N, 0° 50′ 06″ E / 42.095483°N,0.835116°E | IPA-25076     | Capella de Sant Salvador d'Estorm (Sant Esteve de la Sarga) · Vegeu més fotos d'aquest monument · Carregueu una nova foto d'aquest monument     |
| Església de Sant Salvador d'Estorm                   |              | Romànic XI             | Sant Esteve de la Sarga Estorm                                              | 42° 05′ 10″ N, 0° 50′ 28″ E / 42.086148°N,0.841043°E | IPA-25077     | Església de Sant Salvador d'Estorm (Sant Esteve de la Sarga) · Vegeu més fotos d'aquest monument · Carregueu una nova foto d'aquest monument    |
| Casa pairal de Gaspar de Portolà, o Casal de Portolà |              | Gòtic, obra popular XV | Sant Esteve de la Sarga Castellnou de Montsec                               | 42° 06′ 07″ N, 0° 45′ 55″ E / 42.102055°N,0.765229°E | IPA-30560     | Casa pairal de Gaspar de Portolà (Sant Esteve de la Sarga) · Vegeu més fotos d'aquest monument · Carregueu una nova foto d'aquest monument      |
| Torre d'Amargós                                      |              | Romànic XI             | Sant Esteve de la Sarga La Torre d'Amargós                                  | 42° 06′ 08″ N, 0° 44′ 39″ E / 42.102121°N,0.744203°E | IPA-30967     | Torre d'Amargós (Sant Esteve de la Sarga) · Vegeu més fotos d'aquest monument · Carregueu una nova foto d'aquest monument                       |
| Vila closa de Castellnou de Montsec                  |              | Romànic XII            | Sant Esteve de la Sarga Castellnou de Montsec                               | 42° 06′ 08″ N, 0° 45′ 54″ E / 42.102230°N,0.764963°E | IPA-30997     | Vila closa de Castellnou de Montsec (Sant Esteve de la Sarga) · Vegeu més fotos d'aquest monument · Carregueu una nova foto d'aquest monument   |
| Santa Maria de la Clua                               |              | Romànic XI             | Sant Esteve de la Sarga La Clua                                             | 42° 05′ 53″ N, 0° 43′ 37″ E / 42.097927°N,0.726809°E | IPA-31027     | Santa Maria de la Clua (Sant Esteve de la Sarga) · Vegeu més fotos d'aquest monument · Carregueu una nova foto d'aquest monument                |
| Forn de Castellnou                                   |              | Obra popular XIX-XX    | Sant Esteve de la Sarga Los Rasos, serrat de Jonselí, Castellnou de Montsec |                                                      | IPA-43833     | Carregueu una nova foto d'aquest monument |
| Pont del Molí de farina de la Clua                   |              | Obra popular           | Sant Esteve de la Sarga Barranc de la Clua                                  |                                                      | IPA-44972     | Carregueu una nova foto d'aquest monument |
| Font de la Mulla                                     |              | Obra popular           | Sant Esteve de la Sarga Camí de Sant Esteve a Guàrdia de Tremp              | 42° 05′ 38″ N, 0° 49′ 16″ E / 42.093819°N,0.820986°E | IPA-47819     | Font de la Mulla (Sant Esteve de la Sarga) · Vegeu més fotos d'aquest monument · Carregueu una nova foto d'aquest monument                      |

## Sarroca de Bellera
| Monument                                                      | Protecció    | Estil/època             | Localització                          | Coordenades                                          | Codi?         | Imatge |
| ------------------------------------------------------------- | ------------ | ----------------------- | ------------------------------------- | ---------------------------------------------------- | ------------- | --- |
| Castell de Bellera                                            | BCIN 1547-MH | Obra popular XI         | Sarroca de Bellera                    | 42° 21′ 32″ N, 0° 52′ 52″ E / 42.358878°N,0.881236°E | RI-51-0006478 | Carregueu una nova foto d'aquest monument |
| Castellgermà                                                  | BCIN 1548-MH | Obra popular XI         | Sarroca de Bellera                    | 42° 22′ 31″ N, 0° 51′ 46″ E / 42.37526°N,0.862801°E  | RI-51-0006479 | Castellgermà (Sarroca de Bellera) · Vegeu més fotos d'aquest monument · Carregueu una nova foto d'aquest monument                                                  |
| Porxos de la plaça Nova, o plaça Major                        |              | Obra popular Medieval   | Sarroca de Bellera Pl. Major          | 42° 21′ 33″ N, 0° 52′ 53″ E / 42.359283°N,0.881276°E | IPA-25095     | Carregueu una nova foto d'aquest monument |
| Església parroquial de Sant Feliu                             |              | Obra popular XIV, XVIII | Sarroca de Bellera                    | 42° 21′ 35″ N, 0° 52′ 53″ E / 42.359589°N,0.881296°E | IPA-25097     | Església parroquial de Sant Feliu (Sarroca de Bellera) · Vegeu més fotos d'aquest monument · Carregueu una nova foto d'aquest monument                             |
| Església parroquial de Sant Sebastià de la Bastida de Bellera |              | Obra popular            | Sarroca de Bellera Bastida de Bellera | 42° 21′ 39″ N, 0° 54′ 56″ E / 42.360969°N,0.915541°E | IPA-25102     | Església parroquial de Sant Sebastià de la Bastida de Bellera (Sarroca de Bellera) · Vegeu més fotos d'aquest monument · Carregueu una nova foto d'aquest monument |
| Capella de Santa Coloma de Benés                              |              | Obra popular XVIII      | Sarroca de Bellera Benés              | 42° 24′ 18″ N, 0° 51′ 44″ E / 42.404987°N,0.862337°E | IPA-25104     | Carregueu una nova foto d'aquest monument |
| Església parroquial de Sant Corneli de Buira                  |              | Romànic XI              | Sarroca de Bellera Buira              | 42° 23′ 02″ N, 0° 52′ 37″ E / 42.383932°N,0.876860°E | IPA-25106     | Carregueu una nova foto d'aquest monument |
| Església de Sant Joan Baptista de les Esglésies               |              | Obra popular XVIII      | Sarroca de Bellera Les Esglésies      | 42° 23′ 13″ N, 0° 52′ 09″ E / 42.386887°N,0.869041°E | IPA-25109     | Església de Sant Joan Baptista de les Esglésies (Sarroca de Bellera) · Vegeu més fotos d'aquest monument · Carregueu una nova foto d'aquest monument               |
| Església parroquial de Sant Pere de Manyanet                  |              | Obra popular XVIII      | Sarroca de Bellera Manyanet           | 42° 25′ 25″ N, 0° 52′ 54″ E / 42.423728°N,0.881655°E | IPA-25111     | Carregueu una nova foto d'aquest monument |
| Arcs i voltes de pas                                          |              | Obra popular Medieval   | Sarroca de Bellera Manyanet           | 42° 25′ 29″ N, 0° 52′ 53″ E / 42.424602°N,0.881431°E | IPA-25112     | Carregueu una nova foto d'aquest monument |
| Capella de Sant Pere de Manyanet                              |              | Obra popular XVIII      | Sarroca de Bellera Manyanet           | 42° 25′ 26″ N, 0° 52′ 53″ E / 42.423803°N,0.881474°E | IPA-25117     | Carregueu una nova foto d'aquest monument |
| Pont del Diable                                               | BCIL 2003    | Obra popular            | Sarroca de Bellera                    | 42° 21′ 25″ N, 0° 55′ 21″ E / 42.357065°N,0.922588°E | IPA-25120     | Pont del Diable (Sarroca de Bellera) · Vegeu més fotos d'aquest monument · Carregueu una nova foto d'aquest monument                                               |
| Pont de Sarroca                                               |              | Obra popular            | Sarroca de Bellera                    | 42° 21′ 29″ N, 0° 53′ 00″ E / 42.358039°N,0.883288°E | IPA-25121     | Carregueu una nova foto d'aquest monument |
| Pont de la Borda del Notari                                   |              | Obra popular            | Sarroca de Bellera                    | 42° 20′ 49″ N, 0° 54′ 18″ E / 42.347029°N,0.904972°E | IPA-25122     | Carregueu una nova foto d'aquest monument |
| Cimentera i Colònia del Xerallo                               |              | XX                      | Sarroca de Bellera C. Ardia, Xerallo  | 42° 22′ 13″ N, 0° 51′ 53″ E / 42.3702°N,0.8647°E     | IPA-49301     | Cimentera i Colònia del Xerallo (Sarroca de Bellera) · Vegeu més fotos d'aquest monument · Carregueu una nova foto d'aquest monument                               |

## Senterada
| Monument                                                                                  | Protecció | Estil/època              | Localització                            | Coordenades                                          | Codi?     | Imatge |
| ----------------------------------------------------------------------------------------- | --------- | ------------------------ | --------------------------------------- | ---------------------------------------------------- | --------- | --- |
| Església parroquial de la Mare de Déu de Gràcia                                           |           | Obra popular IX, XVIII   | Senterada Ctra. de Cabdella             | 42° 19′ 31″ N, 0° 56′ 14″ E / 42.325198°N,0.937262°E | IPA-25124 | Església parroquial de la Mare de Déu de Gràcia (Senterada) · Vegeu més fotos d'aquest monument · Carregueu una nova foto d'aquest monument |
| Ermita de Sant Víctor                                                                     |           | Obra popular             | Senterada Afores                        | 42° 19′ 31″ N, 0° 56′ 16″ E / 42.325403°N,0.937674°E | IPA-25125 | Carregueu una nova foto d'aquest monument                                                                                                   |
| Església de Santa Coloma de Burguet                                                       |           | Obra popular XVIII       | Senterada Burguet                       | 42° 19′ 32″ N, 0° 55′ 21″ E / 42.325429°N,0.922500°E | IPA-25127 | Església de Santa Coloma (Senterada) · Vegeu més fotos d'aquest monument · Carregueu una nova foto d'aquest monument                        |
| Església parroquial de Sant Esteve de Naens                                               | BCIL 2004 | Obra popular XVIII       | Senterada Naens                         | 42° 19′ 47″ N, 0° 54′ 58″ E / 42.329637°N,0.916227°E | IPA-25131 | Església parroquial de Sant Esteve (Senterada) · Vegeu més fotos d'aquest monument · Carregueu una nova foto d'aquest monument              |
| Pont medieval sobre Senterada                                                             |           | Romànic Medieval         | Senterada Ctra. Port de Perves          |                                                      | IPA-25134 | Carregueu una nova foto d'aquest monument                                                                                                   |
| Església de Sant Aventí de Cérvoles, o Església de Santa Maria, Església de Santa Eulàlia | BCIL 2004 | Romànic, barroc XII      | Senterada Cérvoles                      | 42° 18′ 43″ N, 0° 55′ 23″ E / 42.311951°N,0.922956°E | IPA-27574 | Església de Sant Aventí de Cérvoles (Senterada) · Vegeu més fotos d'aquest monument · Carregueu una nova foto d'aquest monument             |
| Sirena de Senterada                                                                       |           | Obra popular XX Inici    | Senterada Al principi del camí de Naens | 42° 19′ 32″ N, 0° 56′ 07″ E / 42.325573°N,0.935257°E | IPA-36793 | Carregueu una nova foto d'aquest monument                                                                                                   |
| Església de la Presentació de Cadolla                                                     | BCIL 2010 | Obra popular XVII, XVIII | Senterada                               | 42° 19′ 50″ N, 0° 53′ 43″ E / 42.330550°N,0.895206°E | IPA-39763 | Església de la Presentació de Cadolla (Senterada) · Vegeu més fotos d'aquest monument · Carregueu una nova foto d'aquest monument           |
| Església de la Nativitat de Larén                                                         | BCIL 2010 | Obra popular XVII        | Senterada                               | 42° 22′ 40″ N, 0° 54′ 50″ E / 42.377749°N,0.913938°E | IPA-39764 | Església de la Nativitat de Larén (Senterada) · Vegeu més fotos d'aquest monument · Carregueu una nova foto d'aquest monument               |
| Església de Sant Sebastià de Lluçà                                                        | BCIL 2010 | XVII, XVIII              | Senterada                               | 42° 18′ 27″ N, 0° 56′ 25″ E / 42.307401°N,0.940315°E | IPA-39765 | Església de Sant Sebastià de Lluçà (Senterada) · Vegeu més fotos d'aquest monument · Carregueu una nova foto d'aquest monument              |
| Sant Miquel de Naens                                                                      |           | Romànic Medieval         | Senterada Nucli de Naens                | 42° 19′ 47″ N, 0° 54′ 55″ E / 42.32976°N,0.91519°E   | IPA-40126 | Sant Miquel de Naens (Senterada) · Vegeu més fotos d'aquest monument · Carregueu una nova foto d'aquest monument                            |
| Santa Bàrbara de Larén                                                                    | BCIL 2019 | XX                       | Senterada Larén                         | 42° 22′ 51″ N, 0° 55′ 35″ E / 42.38078°N,0.92629°E   | IPA-49263 | Santa Bàrbara de Larén (Senterada) · Vegeu més fotos d'aquest monument · Carregueu una nova foto d'aquest monument                          |

## Talarn
| Monument                                    | Protecció    | Estil/època                       | Localització                    | Coordenades                                          | Codi?         | Imatge |
| ------------------------------------------- | ------------ | --------------------------------- | ------------------------------- | ---------------------------------------------------- | ------------- | --- |
| Castell de Talarn                           | BCIN 1591-MH | Obra popular                      | Talarn                          | 42° 11′ 09″ N, 0° 54′ 04″ E / 42.18576°N,0.901025°E  | RI-51-0006492 | Castell de Talarn · Vegeu més fotos d'aquest monument · Carregueu una nova foto d'aquest monument                          |
| Església parroquial de Sant Martí de Talarn |              | Barroc, gòtic tardà XVII          | Talarn Plaça Major, 9           | 42° 11′ 07″ N, 0° 54′ 01″ E / 42.185294°N,0.900301°E | IPA-25136     | Església parroquial de Sant Martí (Talarn) · Vegeu més fotos d'aquest monument · Carregueu una nova foto d'aquest monument |
| Convent de la Sagrada Família               |              | Barroc, obra popular XVIII Mitjan | Talarn Carrer de Pau Coll, 31   | 42° 11′ 10″ N, 0° 54′ 01″ E / 42.186222°N,0.900318°E | IPA-25137     | Carregueu una nova foto d'aquest monument                                                                                  |
| Casa pairal del Portal de Caps              |              | Obra popular XIV, XVII            | Talarn Carrer de Pau Coll, 33   | 42° 11′ 11″ N, 0° 54′ 02″ E / 42.186305°N,0.900425°E | IPA-25138     | Casa pairal del Portal de Caps (Talarn) · Vegeu més fotos d'aquest monument · Carregueu una nova foto d'aquest monument    |
| Casa del Baró d'Eroles                      |              | Barroc, obra popular XIX          | Talarn Carrer de Pau Coll, 1    | 42° 11′ 07″ N, 0° 54′ 00″ E / 42.185290°N,0.900053°E | IPA-25139     | Casa del Baró d'Eroles (Talarn) · Vegeu més fotos d'aquest monument · Carregueu una nova foto d'aquest monument            |
| Casa pairal al carrer de Pau Coll, 7        |              | Obra popular XVII                 | Talarn Carrer de Pau Coll, 7    | 42° 11′ 08″ N, 0° 54′ 00″ E / 42.185505°N,0.900012°E | IPA-25140     | Carregueu una nova foto d'aquest monument                                                                                  |
| Carrer de Pau Coll                          |              | Barroc, obra popular XIV, XVII    | Talarn Carrer de Pau Coll       | 42° 11′ 10″ N, 0° 54′ 02″ E / 42.186215°N,0.900431°E | IPA-25141     | Carregueu una nova foto d'aquest monument                                                                                  |
| Plaça Major                                 |              | Barroc, obra popular XVII         | Talarn Plaça del Doctor Sivilla | 42° 11′ 08″ N, 0° 54′ 01″ E / 42.185585°N,0.900173°E | IPA-25142     | Plaça Major (Talarn) · Vegeu més fotos d'aquest monument · Carregueu una nova foto d'aquest monument                       |
| Font de Caps                                |              | Obra popular XVIII                | Talarn                          | 42° 11′ 19″ N, 0° 53′ 51″ E / 42.188475°N,0.897431°E | IPA-25143     | Font de Caps (Talarn) · Vegeu més fotos d'aquest monument · Carregueu una nova foto d'aquest monument                      |
| Pont del Ferrocarril                        |              | Obra popular XIX Mitjan           | Talarn                          | 42° 11′ 23″ N, 0° 54′ 12″ E / 42.189828°N,0.903448°E | IPA-25144     | Pont del Ferrocarril (Talarn) · Vegeu més fotos d'aquest monument · Carregueu una nova foto d'aquest monument              |
| Safareig públic de Talarn                   |              | Obra popular XVIII                | Talarn                          | 42° 11′ 17″ N, 0° 53′ 53″ E / 42.188158°N,0.898066°E | IPA-25147     | Safareig públic de Talarn · Vegeu més fotos d'aquest monument · Carregueu una nova foto d'aquest monument                  |
| Ermita del Calvari                          |              | Obra popular                      | Talarn Carretera de Gurp        | 42° 11′ 29″ N, 0° 53′ 38″ E / 42.191469°N,0.893760°E | IPA-25149     | Ermita del Calvari (Talarn) · Vegeu més fotos d'aquest monument · Carregueu una nova foto d'aquest monument                |
| Ermita de Sant Sebastià                     |              | Obra popular                      | Talarn Afores de Talarn         | 42° 11′ 22″ N, 0° 53′ 06″ E / 42.189577°N,0.885115°E | IPA-25150     | Carregueu una nova foto d'aquest monument                                                                                  |

## La Torre de Cabdella
Vegeu la llista de monuments de la Torre de Cabdella

## Tremp
Vegeu la llista de monuments de Tremp